# 舘畑村
舘畑村（たちはたむら）は、石川県石川郡に存在した村。
村名の由来は、かつて行町（あるきまち）に塩屋安芸守の居館があり、その跡地が「舘畑」と言われていたことや、行町に舘家、日向に畑家の二大家の旧家があったことからこの両家の名を合わせた、ということのそれぞれの説がある。

## 地理
- 現在の白山市の中部、旧・鶴来町の北西部に位置。
- 当時は水田地が中心。
- 河川など：山島用水、中村用水、郷用水、富樫用水

## 歴史
- 1889年（明治22年）4月1日 - 町村制の施行により、安養寺村、柴木村、七原村、行町村、針道村、来同村、日向村、明法島村、大竹村及び井口村の区域をもって、舘畑村が発足する。
- 1908年（明治41年）4月 - 七原村落小学校、日向村落小学校、安養寺小学校の3校が合併し、村立舘畑尋常小学校が設立。
- 1921年（大正10年） - 針道及び来同の区域が統合して、中ノ郷となる。
- 1937年（昭和12年）8月1日 - 金沢電気軌道（現・北陸鉄道石川線）に井口駅開業。
- 1954年（昭和29年）11月1日 - 鶴来町、一ノ宮村、蔵山村、林村及び舘畑村が合併して、改めて鶴来町が発足する。9大字は鶴来町の町名に継承[1]。

## 教育
- 舘畑村立舘畑小学校

（鶴来町合併後は鶴来町立。1963年（昭和38年）4月に林小学校、蔵山小学校と統合し、鶴来町立北小学校（現・白山市立明光小学校）が創立されたため閉校。校舎は1966年（昭和41年）に新校舎が落成するまで北小学校舘畑教場として存続。なお、1982年（昭和57年）4月に鶴来町立（現・白山市立）広陽小学校の開校により、安養寺町、柴木町、行町、中ノ郷町、桑島町、富光寺町、深瀬新町と七原町、日向町の各一部は同小学校の学区となる）
- 舘畑村立舘畑中学校

（鶴来町合併後は鶴来町立。1966年（昭和41年）4月1日に鶴来中学校に統合。現在は旧・舘畑村の区域は白山市立北辰中学校の学区内）